# Ким Минджу
Ким Мин Джу (кор. 김민주?, 金玟周?; род. 5 февраля 2001, Сеул) — южнокорейская актриса и певица под управлением Management SOOP. Она наиболее известна как бывшая участница южнокорейско-японской женской группы Iz*One после того, как заняла 11-е место в шоу на выживание женской группы Produce 48, представляя Urban Works.
После расформирования группы она и Urban Works объявили о своем намерении продолжить актёрскую карьеру. С июня 2020 года по январь 2023 года она вела музыкальную программу Show! Music Core. Она ушла из Urban Works в 2022 году, после чего подписала контракт с Management SOOP.

## Биография

### Ранняя жизнь и начало карьеры
Ким родилась 5 февраля 2001 года. Она училась в Сеульской школе исполнительских искусств и окончила её в феврале 2020 года. До того, как присоединиться к реалити-шоу на выживание Produce 48, она появлялась в качестве актрисы в музыкальных клипах и корейских дорамах, в частности, в телесериале MBC 2018 года «Великий соблазнитель», в котором она исполнила роль молодой Чхве Суджи.

### 2018 – настоящее время: Produce 48 , Iz*One, сольная деятельность.
С июня по август 2018 года Минджу представляла Urban Works на Produce 48.  В финальном эпизоде она в конечном итоге заняла одиннадцатое место и, таким образом, присоединилась к финальному дебютному составу шоу, Iz*One.  29 октября 2018 года она официально дебютировала в составе группы, выпустив их первый мини-альбом Color*Iz.
В 2019 году Ким снялась в фильме «Не твоя вина», премьера которого состоялась в мае на 20-м Международном кинофестивале в Чонджу. Это было записано до ее появления в Produce 48.
В июне 2020 года Минджу, как преемник Кан Мина, присоединился к Кан Чан Хи и Хёнджину из Stray Kids в качестве соведущих южнокорейской музыкальной программы Show! Music Core. 
После расформирования Iz*One 29 апреля 2021 года Минджу вернулась в Urban Works. 7 октября ее компания официально объявила, что она будет продвигаться как актриса.
1 сентября 2022 года Минджу покинула Urban Works и подписала контракт с Management SOOP. 
В 2022 году Минджу снялась в исторической драме «Запретный брак», экранизации одноименного вебтуна, за которую Ким получила награду «Лучшая новая актриса» на MBC Drama Awards 2022.